# Tibiale Hemimelie
Eine Tibiale Hemimelie oder ein Tibialer Längsdefekt bezeichnet das angeborene Fehlen (Aplasie) oder die Unterentwicklung (Hypoplasie) der Tibia. Sie kann isoliert, häufiger aber in Verbindung mit Fehlbildungen am Fuß medial sowie einer Varusstellung im Rückfuß einhergehen.
Synonyme sind: Tibiaaplasie, Tibiale longitudinale Hypoplasie, Paraxiale longitudinale Hypoplasie; Fehlende Tibia, Kongenitale Aplasie und Dysplasie der Tibia mit intakter Fibula, longitudinale tibiale Meromelie.

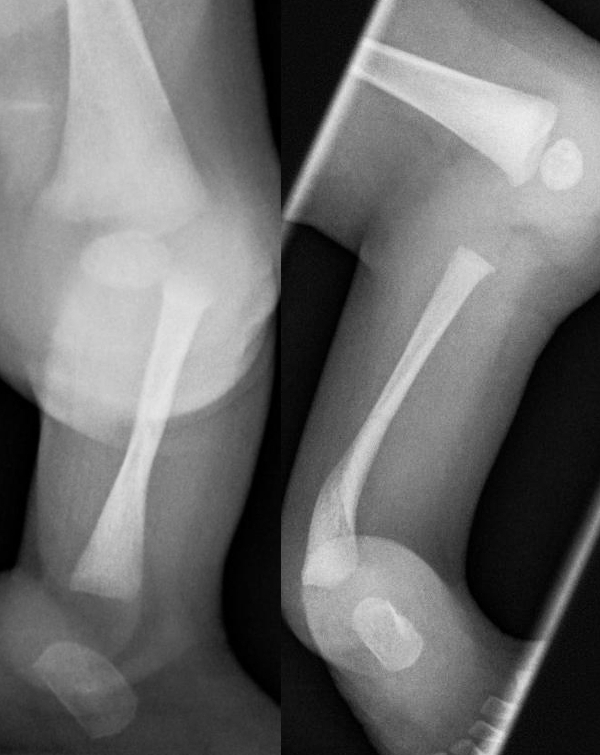
Kongenitale Tibiale Hemimelie Typ I

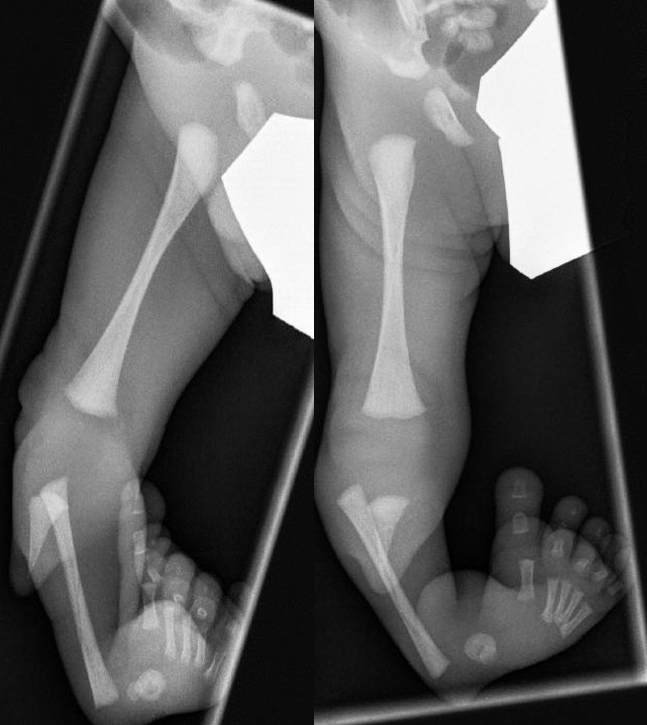
Kongenitale Tibiale Hemimelie Type II

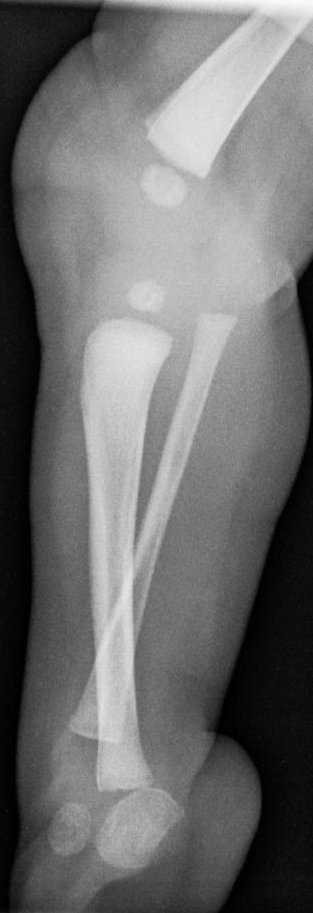
Congenital Tibiale Hemimelie Typ III

## Häufigkeit
Diese seltene Erkrankung kommt bei 1 auf einer Million Neugeborener vor.

## Ätiologie
Die Ursache ist nicht bekannt, da aber verschiedentlich vererbbare Fälle beschrieben wurden, wird eine genetische Beratung empfohlen.

## Einteilung
Für die Behandlung gebräuchlich ist die Klassifikation nach Kalamchi und Dawe:
- Typ I  Aplasie der Tibia, Fuß adduziert, + eventuell fehlende Strahlen medial
- Typ II  Tibia nur distal fehlend, Artikulation zum Femur erhalten
- Typ III  Dysplasie der Tibia distal mit tibiofibulärer Diastase (Fehlanlage der Sprunggelenksgabel)

## Klinik
Bei etwa 30 % tritt die Hemimelie beidseitig auf.
Nur bei 50 % ist der Fuß normal angelegt, meist fehlen mediale Strahlen des Fußes, Knochenkerne des Rückfußes sind fusioniert (Sprungbein#Fehlanlagen)
Gehäuft treten weitere Fehlbildungen auf. Unter anderem:
- Syndaktylie
- Polydaktylie
- Femurhypoplasie
- Kryptorchismus

Die Tibiale Hemimelie kann Teil von Fehlbildungs-Syndromen sein wie das Gollop-Wolfgang-Syndrom oder Dreigliedriger Daumen-Polysyndaktylie-Syndrom.
Je nach Ausmaß des Fehlens der Tibia kniegelenksnahe besteht eine Kniebeugekontraktur und verminderte Aktivität der Oberschenkelstreckmuskulatur.

## Diagnostik
Bereits im Mutterleib kann während einer Ultraschalluntersuchung die Fehlbildung erkannt werden, die Verkürzung und Fehlstellung des Unterschenkels ist nach der Geburt offensichtlich.
Ein Röntgenbild kann das Ausmaß der Fehlbildung sowie zusätzliche knöcherne Veränderungen dokumentieren.
Mittels Sonographie können die knorpeligen Anlagen und deren Stellung zum Gelenk sicher dargestellt werden, wesentlich bei den Typen II und III.

## Differential-Diagnostik
Abzugrenzen ist das Eaton-McKusick-Syndrom mit Mehrfachbildungen der Großzehen und 6 fingrigen Händen, triphalangaealen Daumen.

## Behandlung
Die Behandlung sollte so bald als möglich an einem kinderorthopädischen Zentrum erfolgen und richtet sich nach dem Typ der Fehlbildung:
- Typ I: Orthese, bei guter Oberschenkelfunktion kann operativ eine Unterstellung der Fibula unter den Femurknochen (Zentralisation) erfolgversprechend sein.[9]
- Typ II: Zur Stabilisierung des Kniegelenkes Verbindung des distalen Tibiaanteiles an die Fibula.[1]
- Typ III: Hier muss operativ ein funktionelles Sprunggelenk erzeugt werden[10]